# Houndour
Houndour (japanski: デルビル Derubiru) jedan je od 1025 fiktivnih vrsta Pokémona iz medijske franšize Pokémon, skupa Pokémon videoigara, animiranih serija, manga stripova, knjiga, igraćih karata i drugih medija kojima je tvorac Satoshi Tajiri. Svrha je Houndoura u videoigrama, animiranoj seriji i manga stripovima, kao i svrha ostalih Pokémona, borba s divljim Pokémonima – neukroćenim stvorenjima koje igrači i likovi pronalaze dok kreću na razne avanture – i pripitomljenim Pokémonima drugih Pokémon trenera.
Ime Houndour kombinacija je engleskih riječi "hound" = pas, i "dour", pridjev koji obično opisuje nešto turobno. Njegovo japansko ime, Derubiru, vjerojatno je japanski izgovor engleske riječi "devil" = vrag.

## Biološke karakteristike
Houndour nalikuje na rotvajlera oblikom tijela, veličinom i bojom. Krzno mu je crne boje, dok su njegova njuška i trbuh crvene boje. Čelo mu je prekriveno tvorevinom nalik lubanji, a prstenje oblika kostiju prekrivaju njegova leđa i zglobove. 
Houndour je noćni grabežljivac, mesožder, koji živi u čoporima od nekoliko jedinki. Čopor Houndoura koristi izuzetan timski rad kako bi uhvatio plijen. Individualni članovi čopora približe se žrtvi s različitih strana i započinju lov. Pritom komuniciraju s drugim članovima posebnim lavežom i zavijanjem, kako bi im odali svoj trenutni položaj, okružujući žrtvu, koja tada ne može pobjeći.

## U videoigrama
U Pokémon Gold, Silver i Crystal igrama, Houndoura se u manjem broju može pronaći na Stazi 7 tijekom noći. U većem broju može ga se pronaći u Pokémon Crystal igri. U Pokémon FireRed i LeafGreen igrama, Houndoura se može pronaći u Špilji promjena, pod uvjetom da se E-čitač pravilno upotrijebi. U Pokémon Emerald igri, Houndoura se može pronaći na prethodno spomenut način, kao i u Safari zoni, nakon što igrač pobijedi Elitnu četvorku. U Pokémon XD: Gale of Darkness, igrač ga može oteti od Hexagon brata Resixa.
Houndour ima veoma dobar Special Attack i pristojne Attack i Speed statuse. Njegovi Defense i Special Defense statusi su, doduše, prilično niski. Prirodno uči veoma moćne Vatrene i Mračne napade, kao što su Bacač plamena (Flamethrower) i Drobljenje (Crunch). Igrači obično preferiraju Houndooma, njegov evoluirani oblik, u borbama, zbog njegovih boljih statistika.

## U animiranoj seriji
Houndour se prvi put pojavio u Pokémon animiranoj seriji u epizodi 152 ("Hour of the Houndour"). Čopor Houndoura ukrao je Ashov ruksak kako bi pomogli ozlijeđenom članu čopora. Nakon što uvide ovo, Ash i prijatelji sprijatelje se s čoporom te odvedu ozlijeđenog Houndoura u Pokémon centar kako bi ga izliječili.
Houndour se često prikazuje u Pokémon filmovima, u posebnim epizodama, koje prikazuju Pichu braću. Na kraju, najčešće ih progoni nakon što oni slučajno prekinu njegov san sa svojim budalaštinama.
Cassidy, članica Tima Raketa, isto ima Houndoura.